# Krútoi Iar
Krútoi Iar (en rus: Крутой Яр) és un poble del krai de Primórie, a l'Extrem Orient de Rússia, que en el cens del 2010 tenia 547 habitants.